# Livade uz potok Injaticu
Livade uz potok Injaticu este o arie protejată (sit de importanță comunitară — SCI) din Croația întinsă pe o suprafață de 37,79 ha, integral pe uscat.

## Localizare
Centrul sitului Livade uz potok Injaticu este situat la coordonatele 45°43′34″N 17°09′43″E / 45.726°N 17.162°E.

## Înființare
Situl Livade uz potok Injaticu a fost declarat sit de importanță comunitară în iulie 2013 pentru a proteja 1 specie de animale.

## Biodiversitate
Situată în ecoregiunea continentală, aria protejată conține 1 habitat natural: Fânețe de joasă altitudine (Alopecurus pratensis, Sanguisorba officinalis).
La baza desemnării sitului se află o specie protejată de  nevertebrate: fluturele purpuriu (Lycaena dispar).
Pe lângă speciile protejate, pe teritoriul sitului au mai fost identificate 1 specie de plante, 1 specie de nevertebrate.